# Hilda Anderson Nevárez
Hilda Josefina Amalia Anderson Nevárez (Mazatlán, Sinaloa, 10 de octubre de 1938 - México, D. F., 5 de julio de 2011) fue una política y líder sindical mexicana, miembro del Partido Revolucionario Institucional, que fue en cinco ocasiones diputada federal, en una senadora y en una diputada a la Asamblea Legislativa del Distrito Federal.

## Biografía

### Carrera profesional
Hilda Anderson Nevárez realizó sus estudios básicos en Mazatlán y parte de los de secundaria en la Ciudad de México. Realizó estudios superiores en la Escuela Normal de Maestros y de Derecho en la Universidad Nacional Autónoma de México, inició su carrera profesional y política cuando a los 18 años de edad y como trabajadora en una radiodifusora de su ciudad natal, organizó una huelga que duró 18 días y terminó con la contratación colectiva de los agremiados, fungiendo desde entonces como líder obrera en el Sindicato de Trabajadores de la Industria de la Radio y la Televisión (STIRT) y de la Confederación de Trabajadores de México, ligada a la cual realizará toda su carrera política, ocupando los cargos sindicales de Secretaria de Acción Femenil del CEN del PRI y de la CTM.

### Carrera política
Electa diputada federal por primera ocasión de 1964 a 1967 a la XLVI Legislatura por el XIII Distrito Electoral Federal del Distrito Federal y nuevamente de 1970 a 1973 a la XLVIII Legislatura por el XIX Distrito Electoral Federal del Distrito Federal, en 1976 fue elegida senadora por el estado de Sinaloa, la primera mujer en ser electa al senado por ese estado, para el periodo de ese año a 1982 y durante la cual fue presidenta del Senado de México; por tercera ocasión diputada federal de 1982 a 1985 a la LII Legislatura por el XIII Distrito Electoral Federal del Distrito Federal y por cuarta ocasión de 1988 a 1991 a la LIV Legislatura por el mismo distrito electoral, de 1991 a 1994 fue diputada a la Asamblea Legislativa del Distrito Federal y de 2003 a 2006 fue por quinta ocasión diputada federal esta vez de forma plurnomominal a la LVIII Legislatura.
Falleció el 5 de julio de 2011 en la Ciudad de México a causa de un infarto.